# つぼいこう
つぼい こう（1951年 - 2018年）は、日本の漫画家。東京都出身。男性。

## 経歴
- 都立高校在学中に漫画研究会を設立。当時、都立高校では唯一存在する漫画研究会（漫研）といわれたが、学生運動が盛んな時代で、漫画→風刺→反体制との連想から、漫研設立は難航したという。
- 高校を卒業後、8年間の会社員生活を送る。
- 1977年、『週刊マーガレット』（集英社）で漫画家デビュー。
- 1979年、『LaLa』・『花とゆめ』（白泉社）に、「清水まさみ」のペンネームで作品を掲載。
- 1980年、朝日小学生新聞に連載を開始。
- 1981年、小学館傘下の学習漫画プロダクションに在籍し、歴史漫画のノウハウを身につける。
- 2018年5月13日、逝去。

## 単行本・小冊子
- 『図説まんが 世界のくにぐに』（1988年、読売新聞社、全6巻）
- 『源氏物語』（1988年、新人物往来社）
- 『古事記』（1989年、新人物往来社）
- 『平家物語』（1990年、新人物往来社）
- 『はじめくんとふーちゃん』（1993年、名古屋市）
- 『倉敷の偉人たち』（1994年 - 1995年、瀬戸内海放送、全2巻）
- 『つぼいこうの日本人物史』（1998年 - 2000年、朝日新聞出版、全8巻）
- 『つぼいこうの日本どうぶつ記』（1999年、朝日新聞出版、全4巻）
- 『ポン吉とふたごのひみつ』（2003 - 2005年、北九州市、全3巻）
- 『はるかな宇宙へ』（2003年、朝日新聞出版、全4巻）
- 『新日本どうぶつ記』（2005年 - 2006年、朝日新聞出版、全4巻）
- 『日本の歴史 きのうのあしたは……』（2010年 - 2011年、朝日学生新聞社、全7巻）
- 『新日本人物史　ヒカリとあかり』（2015年 - 、朝日小学生新聞社 全6巻)

## 新聞連載の作品
- 『さくらんぼ日誌』（1980年 - 1981年、朝日小学生新聞）

新米教師・山野さくらの奮闘記
- 『走れ ラブちゃん』（1981年 - 1983年、朝日小学生新聞）

女子マラソンがオリンピックの正式競技になる前の時代に、マラソンランナーを目指す少女・伊東愛の物語
- 『ナナ』（1983年 - 1984年、朝日小学生新聞）

超能力少女・和野ナナの活躍を描く
- 『となりのA（エース）』（1984年 - 1985年、朝日小学生新聞）

だめっ子野球チームのエース・東希望が主人公
- 『イヨの明日は』（1985年 - 1986年、朝日小学生新聞）

弥生時代にタイムスリップした豊田イヨの運命は……
- 『日本人物史シリーズ』（1987年 - 1991年、朝日小学生新聞）
- 『津軽風雲録』『風雪平野』（1990年 - 1991年、陸奥新報に長部日出雄原作を連載）
- 『つぼいこうの日本どうぶつ記』（1991年 - 1994年、朝日小学生新聞）
- 『つぼいこうの日本人物史』（1994年 - 2000年、朝日小学生新聞）
- 『はるかな宇宙へ』（2000年 - 2003年、朝日小学生新聞）
- 『新日本どうぶつ記』（2003年 - 2006年、朝日小学生新聞）
- 『まんが日本の歴史 きのうのあしたは……』（2006年 - 2011年、朝日小学生新聞）
- 『まんが日本人物史　れは歴史のれ』（2011年 - 、朝日小学生新聞）
- 『新日本人物史　ヒカリとあかり』（-2017年 朝日小学生新聞)